# Стацкевич, Феликс Иванович

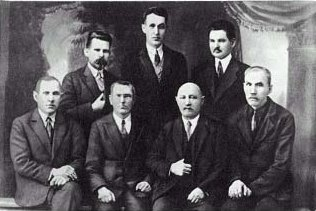
Ф. И. Стацкевич (сидит второй слева в первом ряду) среди членов Главного управления Общества белорусской школы

Фе́ликс Ива́нович Стацке́вич (бел. Фелікс Іванавіч Стацкевіч; 2 декабря 1879, Щучин (ныне Гродненская область Беларусь) — 21 июня 1967, Вильнюс) — белорусский писатель-мемуарист, общественный деятель, педагог, издатель. Эсперантист.

## Биография
Родился в семье интеллигентов. Окончил в 1900 г. гимназию в Петербурге.
С молодости участвовал в революционном движении, член подпольной организации гимназистов. Будучи студентом юридического факультета Санкт-Петербургского университета входил в белорусское землячество в Петербурге. В 1901 году был арестован за участие в студенческих волнениях, исключён из университета и выслан на родину под надзор полиции. В Щучине давал частные уроки. Позже работал в Мариуполе в нотариальной конторе, с осени 1902 г. — вновь в Петербурге, где стал одним из основателей Белорусской социалистической громады. С 1905 г. — в Вильнюсе, вел здесь революционную работу, потом — в Минске, работал в подпольной типографии.
С 1908 г. — секретарь адвокатской конторы в Червене, техник в Вышнем Волочке, Твери (1913—1919).
В 1913 г. окончил Санкт-Петербургский университет.
С 1917 г. — в профсоюзах работников водного транспорта. В 1919—1920 г. являлся сотрудником литературно-издательского отдела Наркомата просвещения Литовско-Белорусской ССР.
С осени 1920 в Виленском белорусском союзе кооператоров.
Преподавал латинский язык. Работал директором Радошковичской белорусской гимназии имени Ф. Скорины. Был председателем Главного управления Общества белорусской школы (1929—1937).
После оккупации белорусских земель Польшей активно участвовал в освободительном движении в Западной Беларуси. Занимался издательскими делами (издавал сборник Максима Танка «Клюквенный цвет», 1937), адвокатской практикой.
За белорусскую деятельность подвергался арестам и преследованиям польскими властями, сидел в тюрьме (1930—1931, 1933).
Один из основателей и редактор журнала «Беларускi летапіс», в котором работал в 1933, 1936—1939 г. Печатался, как литературовед.
После воссоединения Белоруссии, в 1939—1941 г. учительствовал в Вилейке и Клецком районе.
Во время Великой Отечественной войны работал судьей в г. Сморгонь, в 1944—1949 — в музее Пушкина в Мяркучай (под Вильнюсом).
В 1949 был арестован по обвинению в сотрудничестве с немцами. После освобождения в 1950-е годы жил в Вильнюсе.

## Творчество
Автор-составитель «Эсперанто-белорусского словаря». Перевёл на язык эсперанто книгу Л. Петражицкого «Теория права и нравственность».
Автор воспоминаний об участии в революционном движении.